# Thymus dmitrievae
Thymus dmitrievae là một loài thực vật có hoa trong họ Hoa môi. Loài này được Gamajun. miêu tả khoa học đầu tiên năm 1964.